# Sint-Niklaaskerk (Over-Heembeek)
De Sint-Niklaaskerk (Frans: Église Saint-Nicolas) is een voormalige parochiekerk te Over-Heembeek.
Begin 12e eeuw werd het patronaatsrecht van deze parochie door de bisschop van Kamerijk geschonken aan de Abdij van Dielegem, die niet lang voordien (1095) gesticht was.
Men begon de oorspronkelijke romaanse kerk in 1686 te herbouwen, maar pas in 1743 kon de kerk worden ingewijd. Deze kerk werd in laatbarokke stijl uitgevoerd. In 1935 werd de kerk onttrokken aan de eredienst, nadat de nieuwe Sint-Pieter en Pauluskerk op 4 augustus was ingezegend. Deze veel grotere kerk diende voor de parochianen van geheel Neder-Over-Heembeek, dat reeds in 1921 bij Brussel was gevoegd en een sterke verstedelijking onderging.

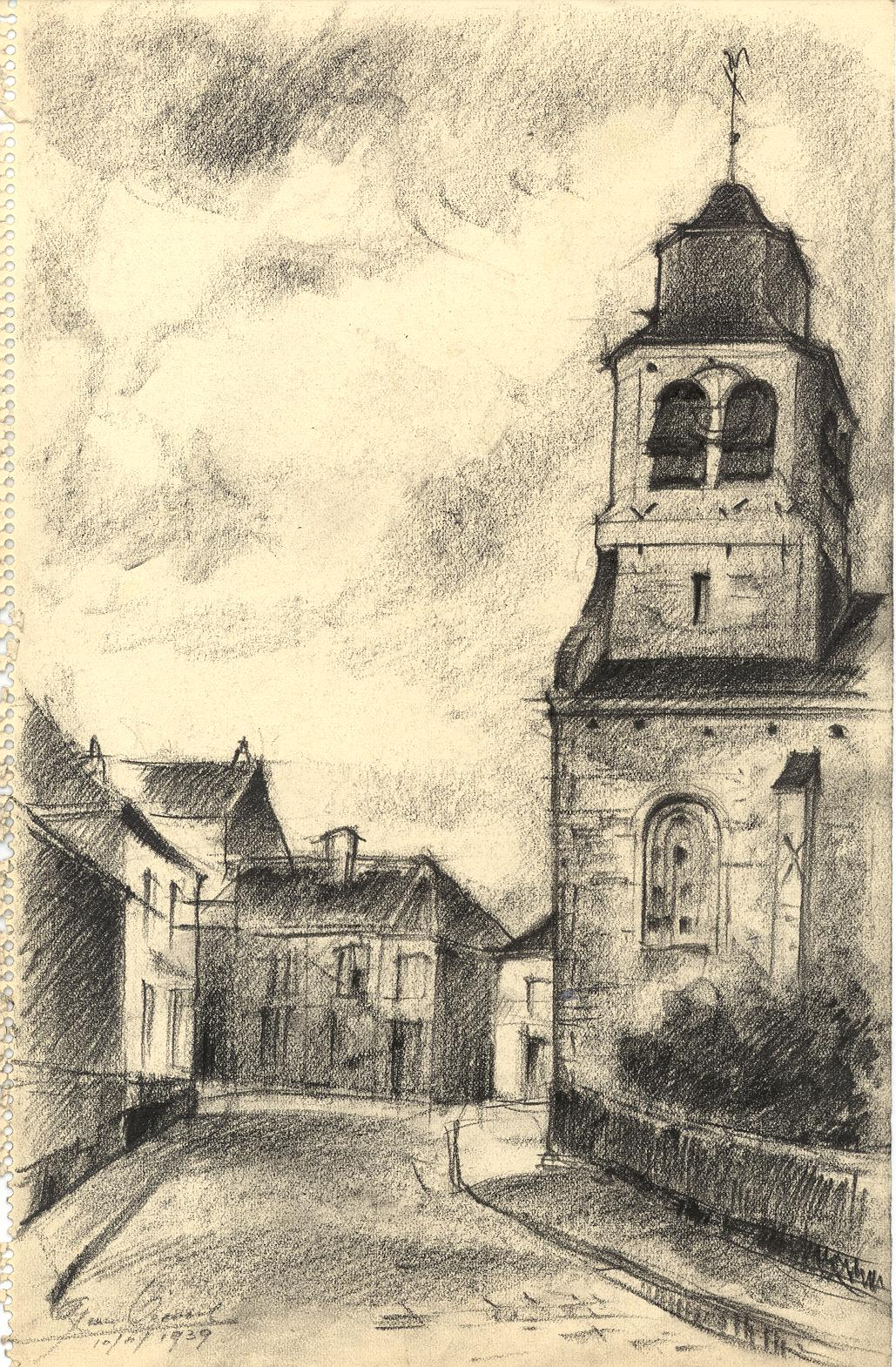
Kerk en dorp Over-Heembeek, door Léon Van Dievoet, 10 november 1939

De kerk kwam in bezit van de stad Brussel en werd aanvankelijk als museum voor volkskunde ingericht, maar kreeg later de functie van cultureel centrum. In 1940 werd het gebouw geklasseerd als monument, in 1953 werd het gerestaureerd, en van 2012-2013 werden opgravingen bij en in het gebouw verricht ter voorbereiding van de modernisering van het cultureel centrum. Tal van voorwerpen werden aangetroffen, waaronder skeletten en de funderingen van de vroegere, romaanse, kerk.
In 2016 werd de gerenoveerde kerk betrokken door een Franstalig cultuurcentrum (Centre Culturel de NOH).